# 冯·科塔山脊
冯·科塔山脊（Dorsum Von Cotta）是月球正面东北部一道自北向南纵贯澄海的皱岭。它的北端起始于林奈陨石坑以南，南端终止于苏尔皮基乌斯·盖路斯陨石坑的北面，在这里与巴克兰山脊相遇。冯·科塔山脊的中心月面坐标为23°12′N 11°54′E / 23.2°N 11.9°E，全长199公里，名称取自德国地质学家卡尔·伯纳德·冯·科塔，1976年被国际天文联合会正式批准接受。